# Talkonaut
Talkonaut — бесплатный проприетарный Jabber-клиент с дополнительными голосовыми функциями для мобильного телефона. Talkonaut функционирует на обширном спектре мобильных телефонов на базе Android, Windows Mobile, Symbian S60 и Palm OS, а также с поддержкой Java ME (J2ME). Talkonaut может быть использован с сетями Jabber, Google Talk, ICQ, MSN, AIM и Yahoo для чата и с Google Talk, MSN и Yahoo для совершения голосовых звонков.
Также Talkonaut с сервисом GTalk-To-VoIP позволит совершать звонки на любые SIP-номера и номера телефонов сетей общего пользования.
Поддержка приложения была прекращена 31 декабря 2021.